# Park Narodowy „Prypeć-Stochód”
Park Narodowy „Prypeć-Stochód” (ukr. Національний природний парк «Прип'ять-Стохід» – trb. Nacionalnyj pryrodnyj park „Prypjat´-Stochid”) – park narodowy na Ukrainie, położony na północnym zachodzie kraju w obwodzie wołyńskim, tuż przy granicy z Białorusią, utworzony w 2007 roku. Jego siedziba znajduje się w Lubieszowie.
Park został utworzony celem zachowania, odtwarzania i racjonalnego wykorzystywania unikalnych kompleksów przyrodniczych Polesia o licznych walorach przyrodniczych, naukowych, estetycznych, rekreacyjnych i zdrowotnych. Przez jego obszar przepływają rzeki Prypeć oraz Stochód, których terasy zalewowe stanowią dwa odrębne obszary wpisane na listę konwencji ramsarskiej o obszarach wodno-błotnych mających znaczenie międzynarodowe.

## Historia
Już w latach 80. XX wieku wzdłuż rzek Prypeć i Stochód utworzono szereg rezerwatów i pomników przyrody. W 1995 roku znaczną część tych chronionych obiektów połączył nowo ustanowiony regionalny park krajobrazowy „Prypeć-Stochód”, zaś na mocy Dekretu Prezydenta Ukrainy nr 699/207 z dnia 13 sierpnia 2007 roku utworzono Park Narodowy „Prypeć-Stochód”. W 2010 roku Park stał się częścią obszaru transgranicznego o znaczeniu międzynarodowym „Stochód-Prypeć-Prostyr”, który połączył rozlewiska rzek Stochód, Prypeć i Prostyr na terenie Ukrainy i Białorusi.

## Charakterystyka
Nazwa Parku pochodzi od dwóch głównych rzek przepływających przez jego teren – Prypeci i Stochodu, co w dosłownym tłumaczeniu oznacza „sto nurtów”. I faktycznie, rzeka na obszarze Parku tworzy liczne odnogi, kanały oraz rozlewiska z podmokłymi i piaszczystymi wysepkami. Ogółem w strukturze Parku największy udział stanowią bagna (43%), a w dalszej kolejności lasy (35%), zarośla (16%) i obszary wodne (6%).

### Hydrologia

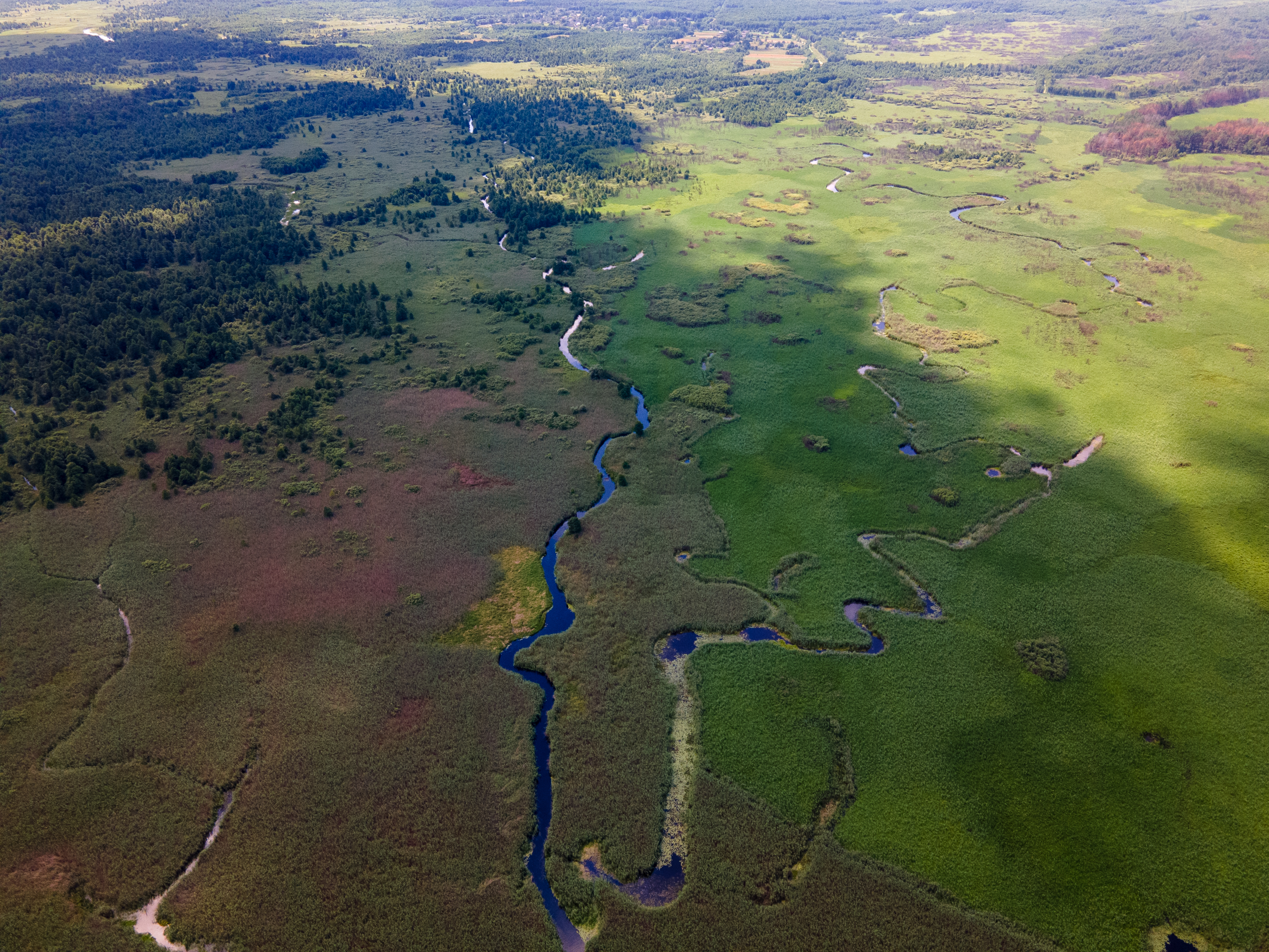
Park Narodowy „Prypeć-Stochód” – widok z lotu ptaka (2020)

Łączna powierzchnia wszystkich zbiorników wodnych znajdujących się na terenie Parku (w tym rzek, potoków, kanałów oraz jezior, bagien) wynosi 2164,79 ha. Przez obszar Parku przepływają cztery rzeki: Prypeć (77 km w granicach Parku), Stochód (28 km), Cyr oraz Bystrycia (po 8 km), z których największe znaczenie mają dwie pierwsze. Są to rzeki typu równinnego, zasilane głównie wodą roztopową oraz opadową. Koryta Prypeci i Stochodu charakteryzują się niewielkim spadkiem, licznymi meandrami i rozgałęzieniami, wzdłuż nich znajdują się również podmokłe terasy zalewowe, a w okresach roztopów – rozlewiska.
W Parku Narodowym „Prypeć-Stochód” znajduje się pięć jezior, spośród których największym jest jezioro Biłe o charakterze polodowcowym, natomiast jeziora Lubjaź, Rohizne, Dobre i Bereżnowilśke to jeziora zalewowe.

### Flora

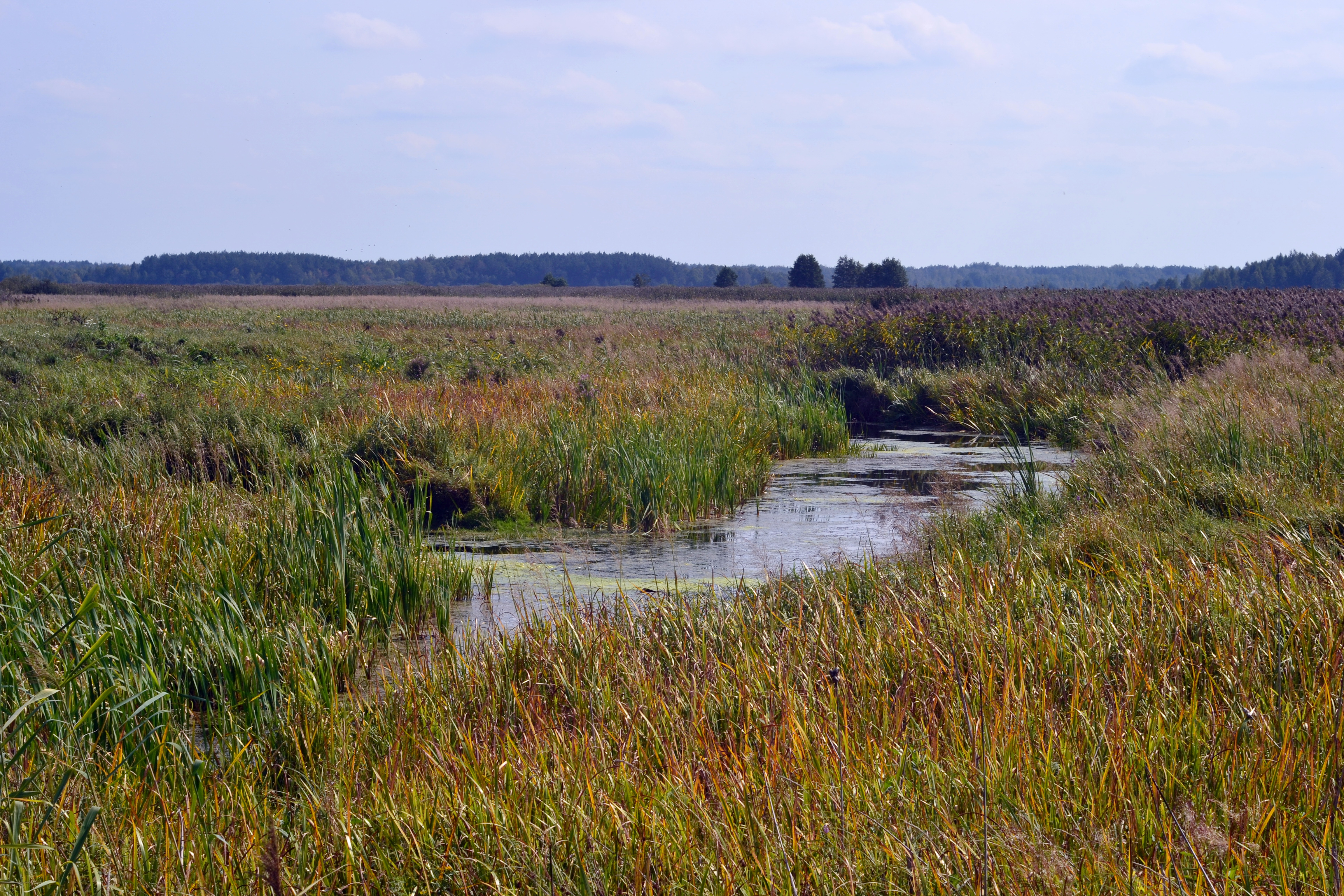
Teren bagienny w południowej części Parku, koło Lubieszowa (2017)

Na obszarze Parku stwierdzono występowanie 857 gatunków roślin naczyniowych, 115 gatunków mszaków, 348 gatunków glonów i 436 gatunków grzybów. W szacie roślinnej parku z racji jego specyfiki dominują rośliny wodne takie jak grążel żółty czy oczeret jeziorny, kanały często porastane są przez rdestnicę, rzęsę drobną i spirodelę, brzegi – przez jeżogłówkę, pałkę i żabiściek, a na powierzchni jezior unoszą się grzybienie białe. W lasach dominują bory sosnowe i olsy, a roślinność krzewiastą stanowią zarośla wierzby szarej i purpurowej na bagnach. Łąki porasta głównie turzyca oraz pięciornik gęsi (w dolinach rzecznych i wokół jezior) oraz śmiałek darniowy (na wyniesieniach terenu). Na torfowiskach rośnie trzcina, mozga i manna mielec.
Na terenie Parku występuje 41 gatunków roślin wymienionych w Czerwonej Księdze Ukrainy, m.in. wąkrota zwyczajna, aldrowanda pęcherzykowata, podkolan biały, kukułka krwista, widłak jałowcowaty i gnieźnik leśny.

### Fauna
Na terenie Parku wykazano obecność 30 gatunków ryb, 12 gatunków płazów, 6 gatunków gadów, 231 gatunków ptaków i 60 gatunków ssaków. Największą różnorodnością cechują się terenu podmokłe, będące m.in. miejscem gniazdowania czapli siwej, błotniaka stawowego, kaczki krzyżówki, kokoszki, łyski, pliszki cytrynowej, perkozka, gęgawy i trzciniaka. W lasach pospolicie występuje żmija zygzakowata, łoś i dzik. Rzeki i jeziora Parku obfitują w ryby, wśród których najczęściej spotyka się szczupaki, płocie, liny oraz – spośród gatunków z ukraińskiej czerwonej księgi – karasia pospolitego, jelca i miętusa oraz minoga ukraińskiego. Płazy licznie reprezentują żaby jeziorkowe oraz traszki zwyczajne, natomiast gady – żółwie błotne i zaskrońce zwyczajne.
Na terytorium Parku Narodowego stale lub okresowo występuje 96 gatunków zwierząt wymienionych w Czerwonej Księdze Ukrainy, m.in. ropucha paskówka, bocian czarny, bernikla rdzawoszyja, gągoł, rybołów, błotniak zbożowy, gadożer zwyczajny, orzełek włochaty, bielik, ostrygojad zwyczajny, gronostaj, wydra, wonnica piżmówka i Cucullia argentea. Park jest jednym z głównych miejsc lęgowych sikory lazurowej w Ukrainie.